# Каледония (окръг, Вермонт)
Окръг Каледония (на английски: Caledonia County) е окръг в щата Вермонт, Съединени американски щати. Площта му е 1704 km², а населението – 30 333 души (2016). Административен център е град Сейнт Джонсбъри.